# Marino III Caracciolo, V principe di Avellino
Marino III Caracciolo, V principe di Avellino (Resina, 17 luglio 1668 – Vienna, 18 febbraio 1720), è stato un principe, militare e diplomatico italiano.

## Biografia

### I primi anni
Nato a Resina, l'odierna Ercolano, il 17 luglio 1668 Marino era figlio di Francesco Marino I Caracciolo, IV principe di Avellino e di sua moglie, Geromina Pignatelli Tagliavia d'Aragona Cortés. A sei anni perse il padre e ne ereditò i titoli e i vasti possedimenti, articolati in gran parte delle province interne dell'attuale regione Campania. Il 4 marzo 1675, re Carlo II di Napoli lo nominò generale della cavalleria dei catafratti, ma egli non si occupò mai direttamente delle cose militari, rimanendo a vivere ad Avellino dove venne educato da preziosi tutori come ad esempio Filippo Anastasio, dal quale mutuò l'amore per i classici letterari.
Nel luglio del 1687, Marino sposò Antonia Spinola, marchesa di Los Balbases, la quale gli portò una copiosa dote di 60 000 ducati. Il matrimonio venne celebrato dallo stesso Filippo Anastasio, il quale compose per l'occasione anche alcuni sonetti, ma sancì anche l'unione di parentela con la casata dei Colonna dal momento che uno zio di Antonia, Lorenzo Onofrio Colonna, era gran connestabile del Regno di Napoli e, alla morte del viceré in carica, venne nominato reggente. Fu grazie a quest'influenza che il Caracciolo riuscì nel 1687 a far assegnare la cattedra di diritto civile e poi quella di diritto canonico dell'Università di Napoli allo stesso Anastasio, nonostante le proteste di alcuni docenti napoletani. Continuando a coltivare la sua passione per le lettere, Marino III entrò nell'Arcadia di Napoli con lo pseudonimo di Clizio Lusiano e si dedicò alla composizione di alcuni sonetti.

### L'impegno militare
La carriera del Caracciolo, a ogni modo, prese una piega totalmente diversa a partire dal 1687 quando venne imprigionato per aver fatto uccidere alcuni soldati, ma venne poco dopo salvato per intervento dello zio reggente. Cinque anni dopo venne imprigionato a Castel Sant'Elmo per aver fatto uccidere uno dei suoi vassalli in quanto questi non aveva tenuto fede alla parola datagli, ma anche in quest'occasione venne poco dopo scarcerato avendo ottenuto la grazia dal viceré. A causa del dispotismo del suo carattere, ma anche per i molti nemici che il suo potere gli aveva procurato, in particolare dopo che, per l'ennesima volta, utilizzò il suo potere personale per far promuovere Filippo Anastasio al ruolo di arcivescovo di Sorrento.
Col governo di Filippo V di Spagna, il Caracciolo seppe guadagnarsi la stima del nuovo sovrano dal momento che nel 1701, quando a Napoli venne scoperta la congiura guidata dal principe di Macchia, Marino III inviò un contingente di duecento soldati nella provincia del Principato Ultra per dare manforte a sedare la rivolta scoppiata in quella terra. L'anno successivo, con alcuni suoi uomini, si recò nel ducato di Milano per combattere sempre agli ordini di Filippo V, ricavandone a ogni modo magre ricompense. Questo smacco alla sua persona, fece maturare in Marino III l'idea di schierarsi con gli austriaci quando iniziò la guerra per il possesso del regno di Napoli tra i Borbone e gli Asburgo. Nel 1707 riuscì ad armare un esercito di quattromila soldati coi quali, ponendosi presso Monteforte, tagliò la via degli Abruzzi al principe di Castiglione, comandante della cavalleria spagnola, e ai suoi uomini. Chiuse in contemporanea anche la via verso il porto di Salerno. Queste operazioni, rallentarono a tal punto gli spagnoli che vennero costretti a soccombere quando, da nord, pervenne l'armata austriaca guidata dal feldmaresciallo conte Wirich Philipp von Daun.

### Diplomatico a Roma
Con la vittoria degli austriaci e la conquista di Napoli, il Caracciolo ottenne il titolo di cavaliere del Toson d'oro nonché quello di Grande di Spagna di Prima Classe. Oltre a queste onorificenze, l'imperatore Carlo VI lo nominò ambasciatore spagnolo presso papa Clemente XI. Dal 1710 prese residenza stabile a Roma con un copioso seguito di 180 persone, alloggiando presso Palazzo Piombino a piazza Colonna, dove rimase per i due anni successivi. Nel 1712 chiese e ottenne di essere dispensato dall'incarico di ambasciatore, senza un apparente motivo se non quello di voler tornare nel napoletano. Carlo VI, per ricompensarlo dell'ottimo lavoro diplomatico svolto, gli concesse nel 1715 il titolo di principe del Sacro Romano Impero e nel 1716 quello di consigliere intimo.
Prese la decisione di trasferirsi quindi a Vienna dove morì, forse avvelenato, il 18 febbraio 1720. Alcuni anni dopo, le sue spoglie vennero trasportate e sepolte ad Avellino nella cripta di famiglia.

## Matrimonio e figli
Il principe Marino III Caracciolo sposò nel 1687 la duchessa Antonia Spinola figlia del duca Paolo Spinola e della principessa Anna Colonna; la coppia ebbe i seguenti sei figli:
- Francesco Marino II Caracciolo (10 maggio 1688 - 1º maggio 1727), il 30 settembre 1713 sposò la principessa Giulia d’Avalos d’Aquino d’Aragona figlia del principe Nicola d’Avalos d’Aquino d’Aragona e di Giovanna Caracciolo, nel 1720 in seguito alla morte del padre gli succedette in tutti i suoi feudi.
- Maria Girolama Caracciolo (26 novembre 1689 - 26 marzo 1691).
- Anna Maria Caracciolo (17 febbraio 1691) - 13 ottobre 1715), il 13 agosto 1713 sposò il principe Giego Pignatelli d'Aragona Cortés.
- Nicola Caracciolo (+ 14 gennaio 1692).
- Teresa Caracciolo (12 giugno 1693 - 7 ottobre 1779), sin da giovane fu avviata alla carriera ecclesiastica con il nome di “suor Carlotta” nella Chiesa di Santa Maria Donnaregina Vecchia.
- Ambrogio Caracciolo (26 gennaio 1699 - 23 febbraio 1746), sin da giovane fu avviato alla carriera militare ove militò sotto la bandiera degli Imperiali sotto il comando del feldmaresciallo Johann Georg Christian von Lobkowitz.

## Ascendenza
|                                                        |                                              |                                                                     | Genitori                                                |  |  | Nonni |  |  | Bisnonni                                    |  |  | Trisnonni                                   |  |
|                                                        |                                              |                                                                     |                                                         |  |  |       |  |  | Camillo Caracciolo, II principe di Avellino |  |  | Marino I Caracciolo, I principe di Avellino |  |
|                                                        |                                              |                                                                     |                                                         |  |  |       |  |  | Camillo Caracciolo, II principe di Avellino |  |  | Marino I Caracciolo, I principe di Avellino |  |
|                                                        |                                              | Crisostoma Carafa di Ruvo                                           |                                                         |  |  |       |  |  | Camillo Caracciolo, II principe di Avellino |  |  |                                             |  |
| Marino II Caracciolo, III principe di Avellino         |                                              |                                                                     |                                                         |  |  |       |  |  | Camillo Caracciolo, II principe di Avellino |  |  |                                             |  |
|                                                        |                                              | Roberta Carafa di Maddaloni                                         | Marzio Carafa, II duca di Maddaloni                     |  |  |       |  |  |                                             |  |  |                                             |  |
|                                                        |                                              | Roberta Carafa di Maddaloni                                         | Marzio Carafa, II duca di Maddaloni                     |  |  |       |  |  |                                             |  |  |                                             |  |
|                                                        |                                              | Roberta Carafa di Maddaloni                                         | Vittoria Spinelli                                       |  |  |       |  |  |                                             |  |  |                                             |  |
| Francesco Marino I Caracciolo, IV principe di Avellino |                                              | Roberta Carafa di Maddaloni                                         |                                                         |  |  |       |  |  |                                             |  |  |                                             |  |
|                                                        |                                              | Innico d'Avalos d'Aquino d'Aragona, V marchese del Vasto            | Cesare d'Avalos, III marchese del Vasto                 |  |  |       |  |  |                                             |  |  |                                             |  |
|                                                        |                                              | Innico d'Avalos d'Aquino d'Aragona, V marchese del Vasto            | Cesare d'Avalos, III marchese del Vasto                 |  |  |       |  |  |                                             |  |  |                                             |  |
|                                                        |                                              | Innico d'Avalos d'Aquino d'Aragona, V marchese del Vasto            | Lucrezia del Tufo                                       |  |  |       |  |  |                                             |  |  |                                             |  |
| Francesca d'Avalos d'Aquino d'Aragona                  |                                              | Innico d'Avalos d'Aquino d'Aragona, V marchese del Vasto            |                                                         |  |  |       |  |  |                                             |  |  |                                             |  |
|                                                        |                                              | Isabella d'Avalos d'Aquino d'Aragona, IV principessa di Francavilla | Alfonso Felice d'Avalos, III principe di Francavilla    |  |  |       |  |  |                                             |  |  |                                             |  |
|                                                        |                                              | Isabella d'Avalos d'Aquino d'Aragona, IV principessa di Francavilla | Alfonso Felice d'Avalos, III principe di Francavilla    |  |  |       |  |  |                                             |  |  |                                             |  |
|                                                        |                                              | Isabella d'Avalos d'Aquino d'Aragona, IV principessa di Francavilla | Lavinia Feltria Della Rovere                            |  |  |       |  |  |                                             |  |  |                                             |  |
| Marino III Caracciolo, V principe di Avellino          |                                              | Isabella d'Avalos d'Aquino d'Aragona, IV principessa di Francavilla |                                                         |  |  |       |  |  |                                             |  |  |                                             |  |
|                                                        | Fabrizio II Pignatelli, III principe di Noia | Giulio Pignatelli, II principe di Noia                              |                                                         |  |  |       |  |  |                                             |  |  |                                             |  |
|                                                        | Fabrizio II Pignatelli, III principe di Noia | Giulio Pignatelli, II principe di Noia                              |                                                         |  |  |       |  |  |                                             |  |  |                                             |  |
|                                                        | Fabrizio II Pignatelli, III principe di Noia | Zenobia Pignatelli di Castellaneta                                  |                                                         |  |  |       |  |  |                                             |  |  |                                             |  |
| Ettore IV Pignatelli, IV principe di Noia              | Fabrizio II Pignatelli, III principe di Noia |                                                                     |                                                         |  |  |       |  |  |                                             |  |  |                                             |  |
|                                                        |                                              | Geromina Pignatelli di Monteleone                                   | Ettore III Pignatelli, IV duca di Monteleone            |  |  |       |  |  |                                             |  |  |                                             |  |
|                                                        |                                              | Geromina Pignatelli di Monteleone                                   | Ettore III Pignatelli, IV duca di Monteleone            |  |  |       |  |  |                                             |  |  |                                             |  |
|                                                        |                                              | Geromina Pignatelli di Monteleone                                   | Caterina Caracciolo Pignatelli                          |  |  |       |  |  |                                             |  |  |                                             |  |
| Geromina Pignatelli Tagliavia d'Aragona Cortés         |                                              | Geromina Pignatelli di Monteleone                                   |                                                         |  |  |       |  |  |                                             |  |  |                                             |  |
|                                                        |                                              | Diego Tagliavia d'Aragona Cortéz, IV duca di Terranova              | Carlo Tagliavia d'Aragona Cortéz, III duca di Terranova |  |  |       |  |  |                                             |  |  |                                             |  |
|                                                        |                                              | Diego Tagliavia d'Aragona Cortéz, IV duca di Terranova              | Carlo Tagliavia d'Aragona Cortéz, III duca di Terranova |  |  |       |  |  |                                             |  |  |                                             |  |
|                                                        |                                              | Diego Tagliavia d'Aragona Cortéz, IV duca di Terranova              | Giovanna Pignatelli di Monteleone                       |  |  |       |  |  |                                             |  |  |                                             |  |
| Giovanna Tagliavia d'Aragona Cortéz                    |                                              | Diego Tagliavia d'Aragona Cortéz, IV duca di Terranova              |                                                         |  |  |       |  |  |                                             |  |  |                                             |  |
|                                                        |                                              | Juana Estefania de Mendoza, V marchesa del Valle de Oaxaca          | Pedro de Mendoza, IV marchese della Valle de Oaxaca     |  |  |       |  |  |                                             |  |  |                                             |  |
|                                                        |                                              | Juana Estefania de Mendoza, V marchesa del Valle de Oaxaca          | Pedro de Mendoza, IV marchese della Valle de Oaxaca     |  |  |       |  |  |                                             |  |  |                                             |  |
|                                                        |                                              | Juana Estefania de Mendoza, V marchesa del Valle de Oaxaca          | Juana Cortés                                            |  |  |       |  |  |                                             |  |  |                                             |  |
|                                                        |                                              | Juana Estefania de Mendoza, V marchesa del Valle de Oaxaca          |                                                         |  |  |       |  |  |                                             |  |  |                                             |  |